# ポール・シッティング

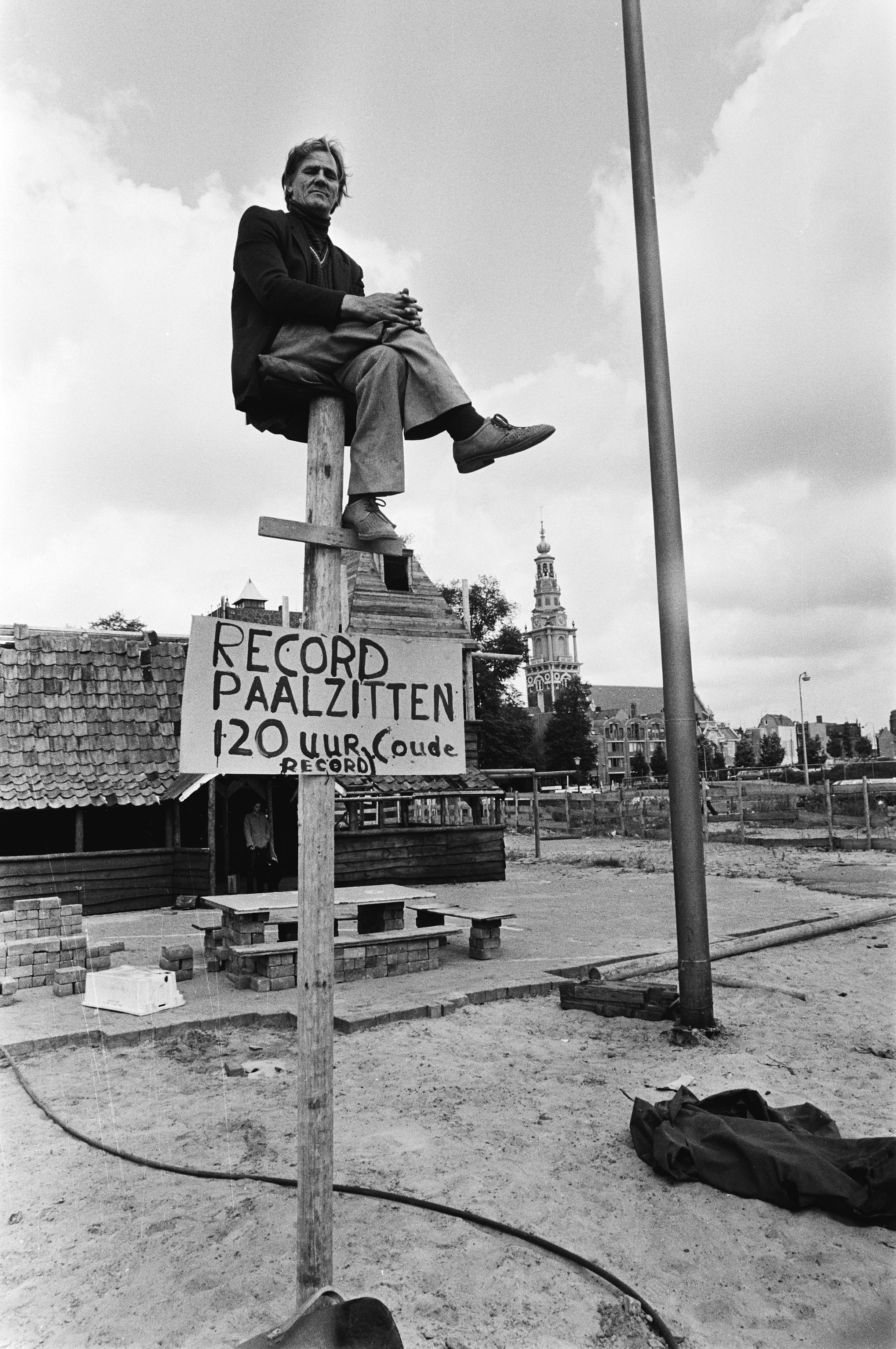
アムステルダムでポールに腰かける男性（1979年）

ポール・シッティング（Pole sitting）とは、 旗竿のようなポールの上になるべく長く座ることで、いっぱんに忍耐力の証とされる。このために選ばれるポールにはたいてい一番上には小さな台座がついている。スタント俳優であり元水兵のアーヴィン・ケリーが先駆けとなり、1920年代の半ばから後半にかけて大流行したが、世界恐慌が始まると全くといっていいほどすたれてしまった。

## 1920年代の流行まで
ポール・シッティングの先駆者として、4世紀から5世紀かけて禁欲的な修行をおこなったキリスト教の修道士たち（登塔者）の存在があげられる。アンティオキアの登塔者シメオン（390年頃 - 459年)は、小さな台座のついた塔の上に36年もの間座り続けていたとされる。

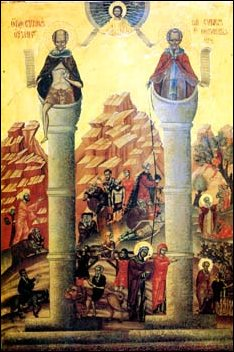
登塔者である聖シメオンのイコン画

ポール・シッティングは1920年代の半ばから後半にかけて流行した。そのはじまりはスタント俳優で元水兵のアーヴィン・ケリーが、友人にけしかけられてか、売名行為か、いずれにせよポールのうえにあがって座り続けたことがきっかけである。ケリーの最初の挑戦は1924年のもので、彼はこのとき13時間と13分ポールのうえに座ることができた。ポール・シッティングはがぜん注目を集めて後に続くものが現れ、記録は12日、17日、21日とのびていった。1929年、ケリーは再び記録を取り戻そうと決意した。そして、アトランティックシティで旗竿のうえに49日もの間座り続け、新記録を打ち立てたのである。しかし翌年、ケリーの記録はアイオワ州ストロベリー・ポイントのビル・ペンフィールドによって破られる。ペンフィールドは、嵐によって柱から振り落とされるまで51日と21時間座り続けた。
ポール・シッティングはほとんど1920年代にだけ見られた現象で、大恐慌が始まるとまったく流行らなくなってしまった。

## 1930年以降
- 1946年、オハイオ州のマーシャル・ジェイコブスは、再びポール・シッティングを流行らせようとして、フィアンセだったヨランダ・コスマートとの結婚にあわせて、柱のうえで抱擁し口づけをする写真を撮り、当時おおいに注目を集めた[4]。
- 1949年、クリーブランドのチャーリー・ルピカは野球のペナントレースで応援しているクリーブランド・インディアンスがニューヨーク・ヤンキースの成績を上回れるよう、117日もの間ポールに座り続けるパフォーマンスを行った。はじめヤンキースファンとの口論が高じたルピカは、５月31日に自分の食料品店のうえに立っているポールに腰かけ、インディアンスが首位をとるか、首位争いから脱落するまではそこから下りないと宣言した。結局インディアンスはヤンキースより上位にくることはなく、ルピカは9月25日に行われた最後のホームゲームの試合中にポールから降りることになった。ちなみにこの試合の前夜、当時インディアンスのオーナーだったビル・ベックは、パフォーマンスのためにルピカごとポールをクリーブランド・スタジアムまで運びこんでいた[5]。
- 1933年から1963年まで、リチャード・ブランディは、77日、78日、125日という最高記録を何度も打ち立てたと主張していた。1974年に彼は座っていたポールごと地面に倒れたことが原因で亡くなっている[6][リンク切れ]。
- 1964年には、ガズデン (アラバマ州)のペギー・クラーク８により217日という記録が達成されている[7]。
- 1982年11月から1984年1月21日まで (439日と11時間6分）、H.デイヴィッド・ヴェルダーは（ガソリンの高騰に抗議するために）ポールに座り続けた[8][9]。

## テレビ番組
- アメリカのテレビ番組『ホワッツ・マイ・ライン』では、1955年7月3日の放送界の最初のゲストがポール・シッティングの挑戦者だった[10]。
- マッシュ (テレビドラマ)のシーズン5のあるエピソード "Souvenirs."では、ポール・シッティングがプロットにとりいれられている。セクション8で軍隊からの除隊を企むマックスウェル・クリンガーは基地の真ん中に立っている柱に昇り、除隊されるまで降りようとしない。軍人によるポール・シッティングの記録は96時間であることを知ったポッター大佐は、逆にクリンガーにこの記録を破るまでそこにいろと命じるのである[11]。

## 映画
1932年の映画『猟奇島』の序盤では、登場人物のひとりザロフ伯爵が、主人公のボッブ・レインスフォードを客に有名人だと紹介する場面があるが、このときマーティン・トローブリッジはボッブがポール・シッターだと勘違いをする。

## 読書案内
- エドワード・ブルック=ヒッチング 著、片山美佳子 訳『キツネ潰し-誰も覚えていない、奇妙で残酷で間抜けなスポーツ-』日経ナショナル ジオグラフィック、2022年。